# Dipartimento degli Appennini

Stemma di Chiavari nell'Impero napoleonico

Il dipartimento degli Appennini fu una suddivisione amministrativa del Primo Impero francese nel territorio italiano, situato nell'Appennino settentrionale. Il dipartimento fu istituito in forza del decreto imperiale del 6 giugno 1805 che riorganizzava il territorio dell'ex Repubblica Ligure, annessa all'Impero a seguito di un voto del Senato ligure estorto con la forza il 25 maggio precedente. In base all'art. di tale decreto, il dipartimento fu costituito dalle due Giurisdizioni liguri dell'Entella e del Golfo di Venere, alle quali fu più tardi unito il circondario di Bardi, distaccato dal Ducato di Parma e Piacenza. Capoluogo del dipartimento fu scelto Chiavari, mentre furono istituite delle sottoprefetture a Sarzana e a Pontremoli.
I prefetti furono due:
- 8 Ott 1805 - 1810 Jean-André Louis Rolland de Villarceaux,
- 30 Nov 1810 - 1814 Maurice Jean Duval.

Il dipartimento era suddiviso nei seguenti arrondissement e cantoni (situazione del 1812):
- Chiavari, cantoni: Chiavari, Borzonasca, Lavagna, Moconesi, Rapallo, Santo Stefano d'Aveto, Sestri Levante e Varese Ligure.
- Pontremoli, cantoni: Pontremoli, Bagnone, Berceto, Borgo Val di Taro, Compiano, Filattiera, Groppoli e Terrarossa.
- Sarzana, cantoni: Sarzana, Albiano, Aulla, Calice al Cornoviglio, Fivizzano, Sesta Godano, La Spezia, Lerici, Levanto e Vezzano Ligure.

Venne sciolto dopo la sconfitta di Napoleone nel 1814. Il suo territorio copriva interamente l'attuale provincia della Spezia e parzialmente quelle di Genova, Massa Carrara e Parma.